# Rio Valira
O rio Valira é um rio da cordilheira dos Pirenéus, afluente do rio Segre. O Valira nasce na paróquia de Encamp em Andorra, e desemboca no Segre próximo de La Seu d'Urgell, percorrendo 44 km. A sua bacia cobre praticamente todo o território andorrano.
O Valira tem a forma da letra Y, sendo que seus braços superiores são o Valira do Norte (em La Massana e Ordino) e o Valira Oriental (em Canillo e Soldeu). Eles se unem em Escaldes-Engordany.